# Théodore Rousseau
Pour les articles homonymes, voir Rousseau.
Théodore Rousseau, né le 15 avril 1812 à Paris et mort le 22 décembre 1867 à Barbizon, est un peintre et graveur français. Il est considéré comme étant le cofondateur de l'école de Barbizon et a été un observateur attentif de la nature à toutes les époques de l'année.

## Biographie

### Jeunesse
Étienne Pierre Théodore Rousseau est né le 15 avril 1812 à Paris, 4 rue Neuve-Saint-Eustache. Il est le fils unique d'Adélaïde-Louise Colombet et Pierre-Claude-Catherine Rousseau, marchand-tailleur, originaire de Salins-les-Bains (Jura),. Du côté maternel s'exprime la pratique des arts, principalement dans le souvenir de l'oncle Gabriel Colombet, élève de Charles Suisse et de David, expatrié en Inde et mort à Chandernagor, mais aussi avec Pierre Alexandre Pau de Saint-Martin, cousin de sa mère, peintre de paysages, et lui-même fils du peintre Alexandre Pau de Saint-Martin (1751-1820).
En 1821, Théodore Rousseau, qui est en pension du côté d'Auteuil, est placé en classe de dessin chez le cousin Pau de Saint Martin. Trois ans plus tard, Rousseau accompagne son père à Besançon, en visite chez son ami le sculpteur Jean-Baptiste Maire (1787-1859) qui possédait une scierie. Le garçon découvre les forêts de Franche-Comté au cours de séjours de plus en plus longs chez Maire, et qui le marquent profondément,. En 1826, Pau de Saint Martin emmène Rousseau en forêt de Compiègne exécuter quelques études de paysages ; au retour, la famille décide d'aider le jeune homme à accomplir sa destinée de peintre et le place dans l'atelier de Jean-Charles-Joseph Rémond aux Beaux-Arts de Paris. Chez ce paysagiste, Théodore s'ennuie fermement, et chaque fois qu'il peut, chevalet et pinceaux sous le bras, il s'échappe seul dans les forêts environnant Paris, entre 1827 et 1829, poussant jusqu'à Chailly-en-Bière et Moret-sur-Loing, à une époque où le train n'existait pas. Rebuté par l'enseignement académique, le conflit avec Rémond éclate et Rousseau n'est pas admis à concourir pour le prix de Rome.
Il va copier des figures au musée du Louvre, surtout de Claude Lorrain, qu'il admire ainsi que les paysagistes hollandais, tout en étudiant les paysagistes anglais contemporains. Passant sur la rive gauche, il fait quelques incursions dans l'atelier de Guillaume Guillon Lethière, professeur aux Beaux-Arts de Paris.

### L'école de la nature
En juin 1830, Rousseau entame son premier long périple, il part en direction de l'Auvergne, produisant de nombreuses études, entre autres de villages du Cantal. Son retour à Paris consomme sa rupture avec Rémond, tandis que la Révolution de Juillet s'accomplissait. Critique d'art à ses heures, non encore reconnu comme peintre, Ary Scheffer entend alors parler des études paysagères du jeune Rousseau. Frappé par l'originalité des tons et du traitement, Scheffer les montre à ses camarades vétérans révolutionnaires. L'époque est à la contestation, à la remise en cause de l'ancienne école de peinture au profit d'une nouvelle, incarnée par Eugène Delacroix. Le soir, Rousseau fréquente les cabarets où il retrouve Díaz et Jules Dupré, après avoir renoué avec Guillon-Lethière, esprit républicain, et qui s'entiche du jeune homme.
Rousseau traverse ses premières années louisphilipardes en bohème, et les cercles d'amis se forment. On se réunit chez Alcide-Joseph Lorentz, ami d'enfance de Rousseau, qui vit rue Notre-Dame-des-Victoires, où se croisent Gérard de Nerval, Théodose Burette, Joseph Bouchardy, Émile de La Bédollière, Alphonse Brot, Émile Perrin, un mélange de dessinateurs, graveurs, poètes et futurs dramaturges. Rousseau peint souvent en forêt de Saint-Cloud, en compagnie d'Auguste Charles La Berge, et se tient à distance du groupe Jeunes-France.
Mai 1831, Rousseau est reçu au Salon de Paris, il y présente Paysage, site d'Auvergne, une grande toile inspirée du Cantal. Il s'y retrouve avec toute la génération de l'école romantique. Dupré, retiré à Boulogne-sur-Mer, y présente quatre toiles. Sans doute inspiré par son ami, Rousseau choisit ensuite d'aller peindre en Normandie, en compagnie de Paul Huet, jusqu'à l'embouchure de la Seine. Il renouvelle l'expérience normande en 1832, rejoint par Charles Laberge. Au Salon suivant, en 1833, Rousseau peut présenter Vue pris des côtes, à Granville, ainsi qu'une étude ; le tableau est acquis par Henry Scheffer. Au Salon de 1834, il présente Lisière d'un bois coupé, forêt de Compiègne. À cette époque, son voisin de palier est Théophile Thoré-Burger, critique d'art occasionnel et grand adepte de Simon Ganneau, un mystique, prêchant une nouvelle religion, l'« évadaïsme ». Thoré va devenir le premier défenseur de Rousseau. Et soudain, sa peinture, la Lisière d'un bois coupé, forêt de Compiègne est achetée par le fils du roi, Ferdinand-Philippe d'Orléans, par le biais d'Ary Scheffer.
Durant l'été 1834, Lorentz rejoint Rousseau qui s'était retiré dans le Jura, au col de la Faucille, pour peindre, protégé par le comte de La Fortelle. Lorentz laissa un portrait de son ami en souvenir de ce périple qui les mena jusqu'en Suisse, vers la mi-octobre ; ils rentrent à Paris en décembre,.
Résidant à cette époque rue Taitbout, il est de nouveau admis au Salon de Paris en 1835, y montrant des esquisses.
Le premier constat que l'on peut faire en regardant ses « études » des années 1829-1834 est le suivant : cadrage du motif serré et aucune référence ni présence humaine, mais déjà l'écrasante omniprésence de la nature, figurée dans des matières presque brutes. Cet effet est à mettre en perspective avec ce qui se passe chez les paysagistes anglais depuis une trentaine d'années. Rousseau n'est pas le seul à partir en quête de ce type de représentations ; Jules Dupré, qu'il fréquente, cherche à peindre « d'après nature » et fuit aussi Paris. Cependant, le jeune Rousseau a déjà trouvé son langage qui, en dépit d'un premier succès et d'une présence au Salon, va susciter le rejet de la plupart des critiques installés.

### L'ermite
Rousseau essuie un refus au Salon de 1836, ce qui le conduit à partir s'installer à la lisière de la forêt de Fontainebleau, à Barbizon, une région où l'avaient précédé dès le début des années 1820, Jules Coignet et Corot. Dans un premier temps, Rousseau est rejoint par Corot et Díaz, et plus tard, par Charles-François Daubigny, Jean-François Millet, Jules Dupré, Honoré Daumier, Charles Le Roux, Constant Troyon, Gustave Courbet… Tous ces artistes ne forment ni une colonie, ni une communauté soudée, et encore moins ne se rassemblent-ils ici autour de Rousseau ; ils s'y rencontrent, discutent, peignent, mangent et boivent ensemble parfois. Leur point commun est de rechercher, idéalement, une sorte de « nature intacte ou du moins préservée », un coin tranquille où poser son chevalet et trouver l'inspiration. Fontainebleau est un « atelier en plein air », permettant de capter avec précision de nombreux détails. Bien plus tard, cet élan fut appelé école de Barbizon, bien qu'aucun de ces peintres n'ait cherché à fonder un mouvement.
Invité en Vendée en 1837 par le peintre Charles Le Roux, l'artiste y poussa jusqu'au paroxysme son inclination à pénétrer le secret de la création dans la formation des roches, le cours des eaux, la croissance des arbres. Un autre aperçu de ce goût se révèle lors de sa visite des Landes en 1844.
Rousseau choisit de s'installer à l'auberge Ganne. En 1847, il loue une maisonnette de deux chambres et installe son atelier dans la grange attenante, au 55, Grande Rue. Deux ans plus tard, le train dessert la région.
George Sand, qu'il va rencontrer à Nohant en 1846-1847, l'estime et prend la défense de son travail ; elle propose au « célibataire des bois » d'épouser sa « fille adoptive », Augustine Brault, que bien entendu elle dotera. Alors que la publication des bans est prête, une lettre anonyme accusant Sand de promesses malhonnêtes et Augustine de légèreté fait capoter le projet et l'écrivaine rompt toute relation avec le peintre,. C'est peu de temps après que Rousseau rencontre Jean-François Millet.
L'année 1848 marque une coupure dans sa carrière. Il se fixe définitivement à Barbizon, soutenu par l'amitié réconfortante de Millet.

### Une certaine reconnaissance
En 1847, il dénonce le phénomène d'abattage des arbres en forêt de Fontainebleau en peignant Le Massacre des innocents, une toile composée en 1847 (La Haye, Collection Mesdag).
La reconnaissance officielle de Rousseau vient le 1er avril 1848, lorsque Philippe-Auguste Jeanron et Charles Blanc se rendent, en un geste symbolique, dans l'atelier que Jules Dupré et Rousseau partageaient rue Jean-Baptiste-Pigalle pour leur commander une œuvre à chacun. Théodore Rousseau exécute Lisière en forêt de Fontainebleau, soleil couchant (Paris, musée du Louvre), une œuvre à la composition faussement classique.
Dès 1849, il renoue avec le Salon, où toutes ses toiles sont admises puisqu'il n'a plus de jury.
Le Salon de 1852 est celui de la consécration du peintre : il y expose Groupe de chênes à Apremont ; il est nommé dans la foulée, le 16 juillet, chevalier de la Légion d'honneur.
Il s'investit en faveur de la forêt de Fontainebleau, avec son amie  George Sand, dans la lutte contre l'abattage des arbres qu'il qualifie de « carnage » ou de « condamnation à mort ». Avec son ami le critique d’art Alfred Sensier, il écrit en 1852 une lettre-pétition au ministre de l’Intérieur, le duc de Morny, au nom de « tous les artistes qui peignent la forêt ». Ils demandent que « les lieux soient mis hors d’atteinte de l’administration forestière qui les gère mal, et de l'homme absurde qui les exploite ».
Lors d'un voyage en Picardie en 1857, Rousseau est très impressionné par l'aspect rustique et inchangé de Becquigny, village non loin de Saint-Quentin. La veille de l'envoi du tableau Le Village de Becquigny au Salon de 1864 par Rousseau (intitulé simplement Un village), il repeint tout le ciel. Influencé par les premières estampes japonaises qu'il avait vues, il l'a changé en un bleu saphir clair — un effet météorologique rarement observé dans le ciel du nord de la France.
Théodore Rousseau participe à l’Exposition universelle de 1855, où il obtient la médaille d’or, puis, à celle de 1867, dont il préside le jury et obtient la médaille d’honneur. Le peintre paysagiste Paul Huet vivra mal ses critiques.
Le 7 août, il est promu officier de la Légion d'honneur et meurt d'un arrêt cardiaque le 22 décembre, à Barbizon.

## Œuvres

### Collections publiques

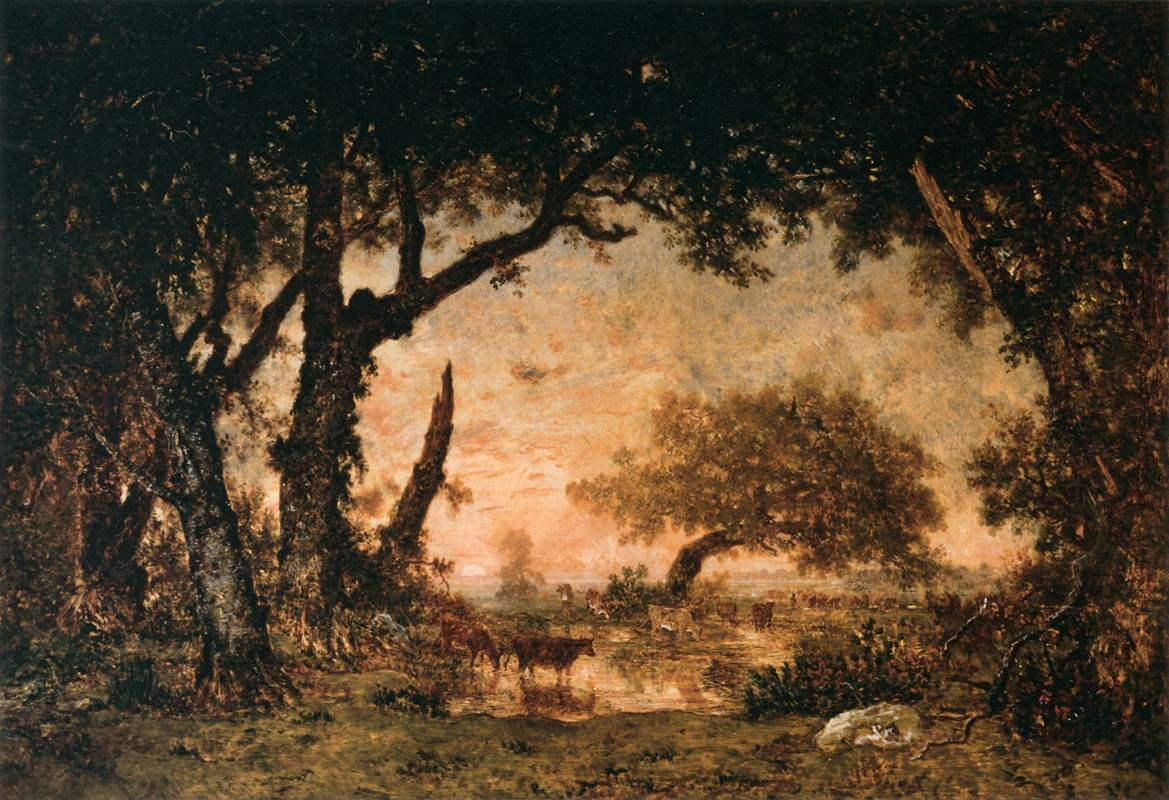
Sortie de forêt à Fontainebleau, soleil couchant (1850-1851), Paris, musée du Louvre.

Les œuvres indiquées sont des huiles sur toile, sauf mention contraire :
Espagne
- Madrid, musée Thyssen-Bornemisza, La Cabane du charbon de bois dans la forêt de Fontainebleau, vers 1855, 34,2 × 42,1 cm.

États-Unis
- New York Frick collection : Le Village de Becquigny, vers 1857, 63,5 x 100 cm ;

- Dallas Museum of Art : La Hutte du charbonnier, 1850, 80 × 100 cm.

France
- Chantilly, musée Condé :
  - Crépuscule en Sologne ;
  - Fermes normandes ;
  - Paysage.
- Clermont-Ferrand, musée d'Art Roger-Quilliot.
- Dijon, musée des Beaux-Arts :
  - Paysage au grand ciel, vers 1830-1835, huile sur bois, 8,5 × 14,4 cm[27] ;
  - La Chaîne du Mont Blanc vue du col de la Faucille, 1834, huile sur papier marouflé sur toile, 19,5 × 40 cm[28] ;
  - Paysage à Barbizon, ap. 1850, huile sur bois, 6,5 × 12,5 cm[29] ;
  - Coucher de soleil, vers 1860, huile sur bois, 14 × 9 cm[30].
- Fontainebleau : Crépuscule sur la plaine de Chailly , vers 1845.
- Grenoble, musée de Grenoble : Mare et lisière de bois, 1860-1865[31].
- Nantes, musée d'Arts, Prairies traversées par une rivière, 1851, 30,5 x 55 cm[32].
- Paris :
  - École nationale supérieure des beaux-arts : L'Allée des châtaigniers ornant le parc du château du Souliers, pinceau, encre brune, rehauts de blanc sur esquisse au crayon sur papier, 19,2 × 36 cm[33],[34].
  - musée du Louvre :
    - L'Allée de châtaigniers, 1849 ;
    - Sortie de forêt à Fontainebleau, soleil couchant, 1850-1851, 142 × 197 cm ;
    - Un marais dans les Landes, 1852 ;
    - Le Printemps, 1852, 41,5 × 53,5 cm ;
    - Les Chênes d'Apremont, 1850-1852, 64 × 100 cm.
    - Le Rageur, non daté, plume et encre brune, lavis d'encre, aquarelle et gouache sur papier velin, 19,8 × 28 cm.

  - musée d'Orsay : Route dans la forêt de Fontainebleau, 1860-1865.
- Strasbourg, musée des Beaux-Arts :
  - Étude de rochers et d'arbres, 1829, 53 × 70 cm ;
  - Étude de troncs d'arbres, 1833, 46 × 61 cm.
- Reims, Musée des Beaux-Arts
  - L'Abreuvoir[35]
  - La Mare, entre 1842 et 1843[36]
  - Paysage de ville avec remparts, avant 1868[37]
  - Paysage avec route bordée d'arbres, vers 1840 - avant 1868[38]
  - Sous-bois[39]
  - Paysage boisé, avant 1868[40]
  - Paysage boisé coup de vent, avant 1868[41]

Royaume Uni
- Londres, Wallace Collection
  - La Forêt de Fontainebleau : matin, 1849-1851

Russie
- Saint-Pétersbourg, musée de l'Ermitage :
  - Marché en Normandie, 1845-1848, 29 × 38 cm ;
  - Paysage avec un charretier, 1860-1862, 38 × 52 cm.

### Gravures

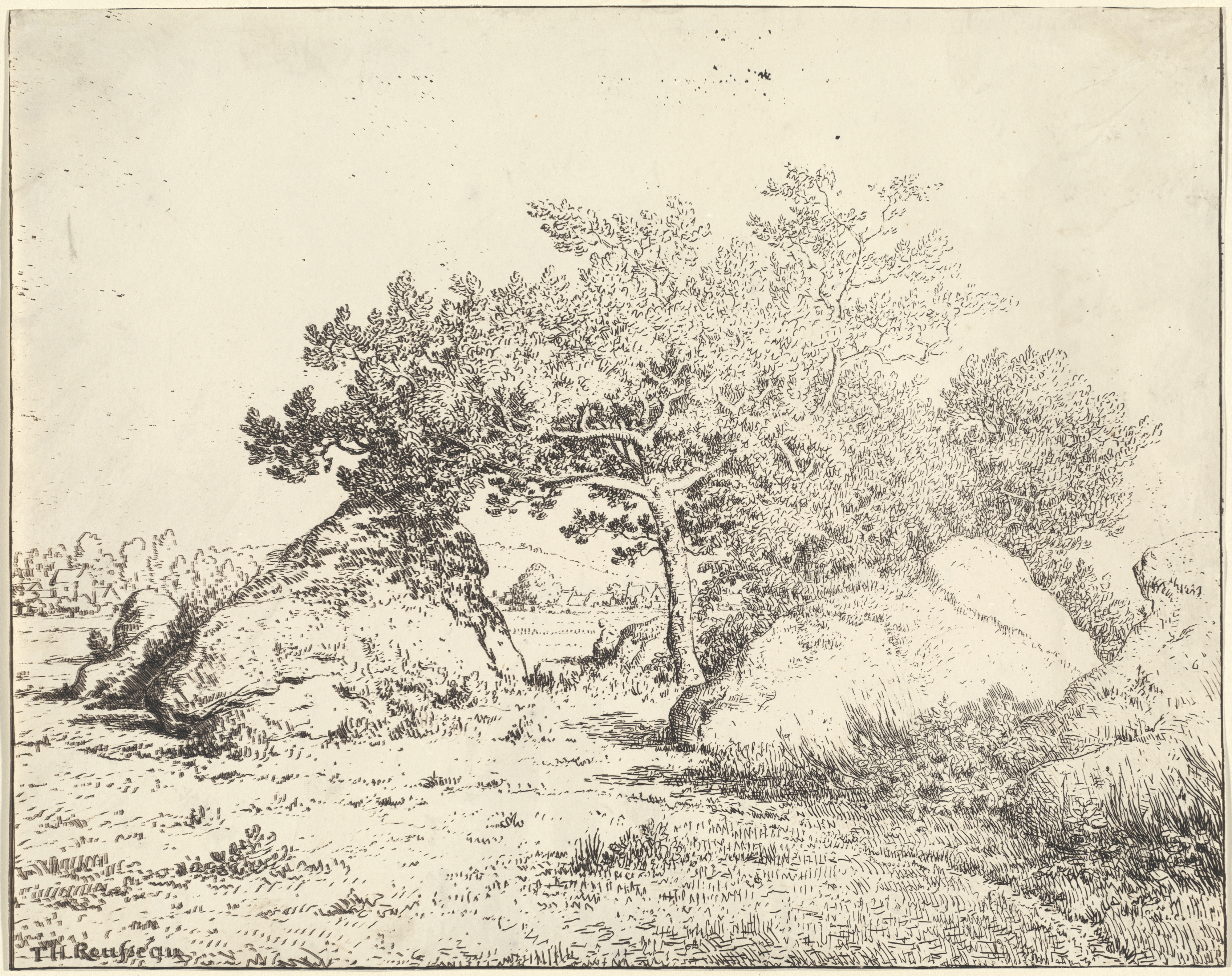
Le Cerisier de la Plante a Biau (1855), cliché-verre, Washington, National Gallery of Art.

Rousseau a produit des eaux-fortes et des clichés-verre originaux. Il s'essaye dès 1831 à l'aquatinte, sur les conseils de Célestin Nanteuil, suivie de trois tentatives entre 1836 et 1842. Encouragée par Hédouin, une nouvelle tentative donne lieu en 1861 à l'édition d'une estampe, Le Chêne de roche (refusée au Salon), mordue à l'acide par Félix Bracquemond et sans doute destinée à la Gazette des beaux-arts. En 1862, il grave des clichés-verre, à la demande du gendre du patron de l'auberge Ganne.

## Élèves
- Esteban Chartrand
- Émile Hirsch
- Alfred de Knyff (1819-1885)
- François Auguste Ortmans
- Jean Émile Renié

Œuvres de Théodore Rousseau
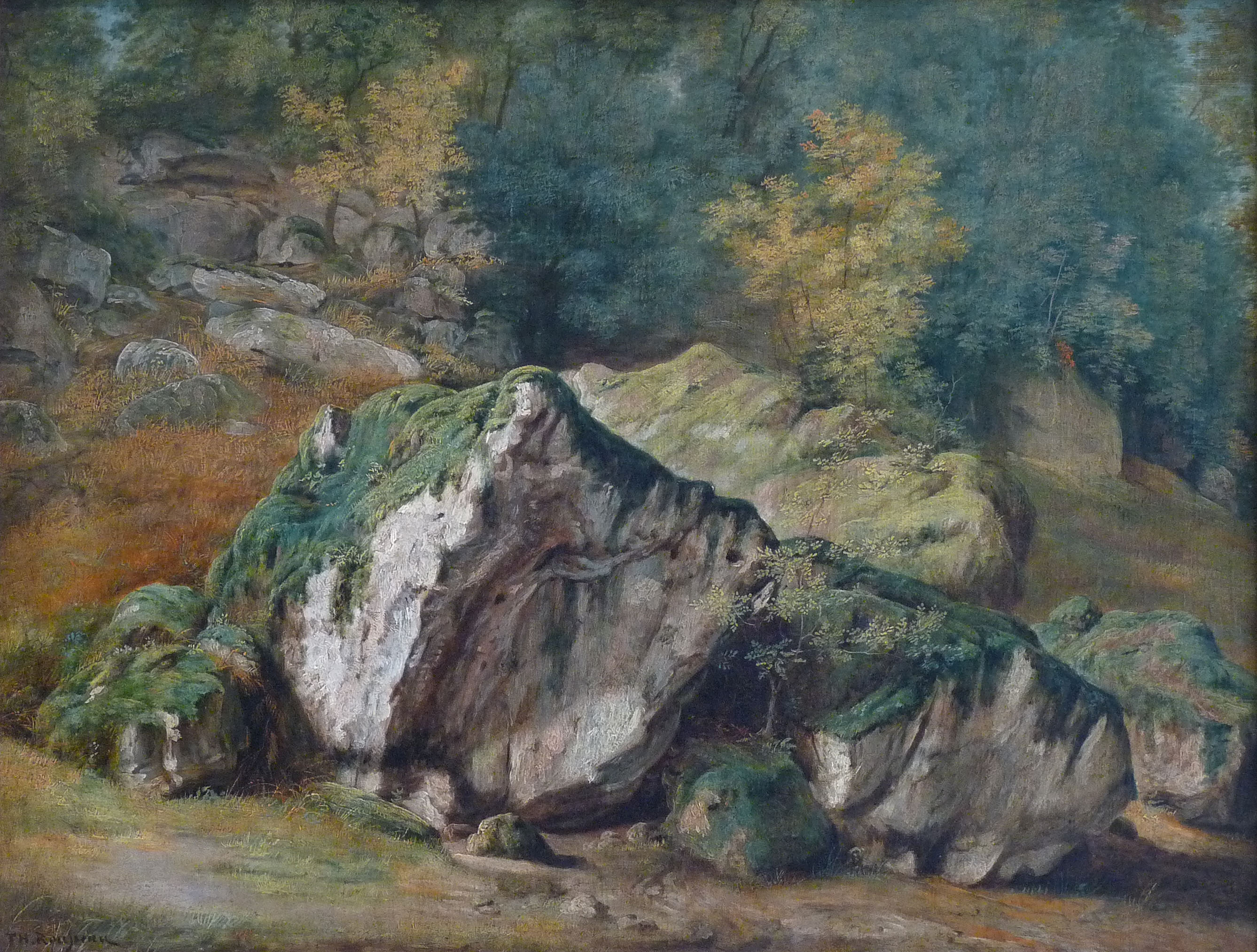
Étude de rochers et d'arbres (1829), musée des Beaux-Arts de Strasbourg.
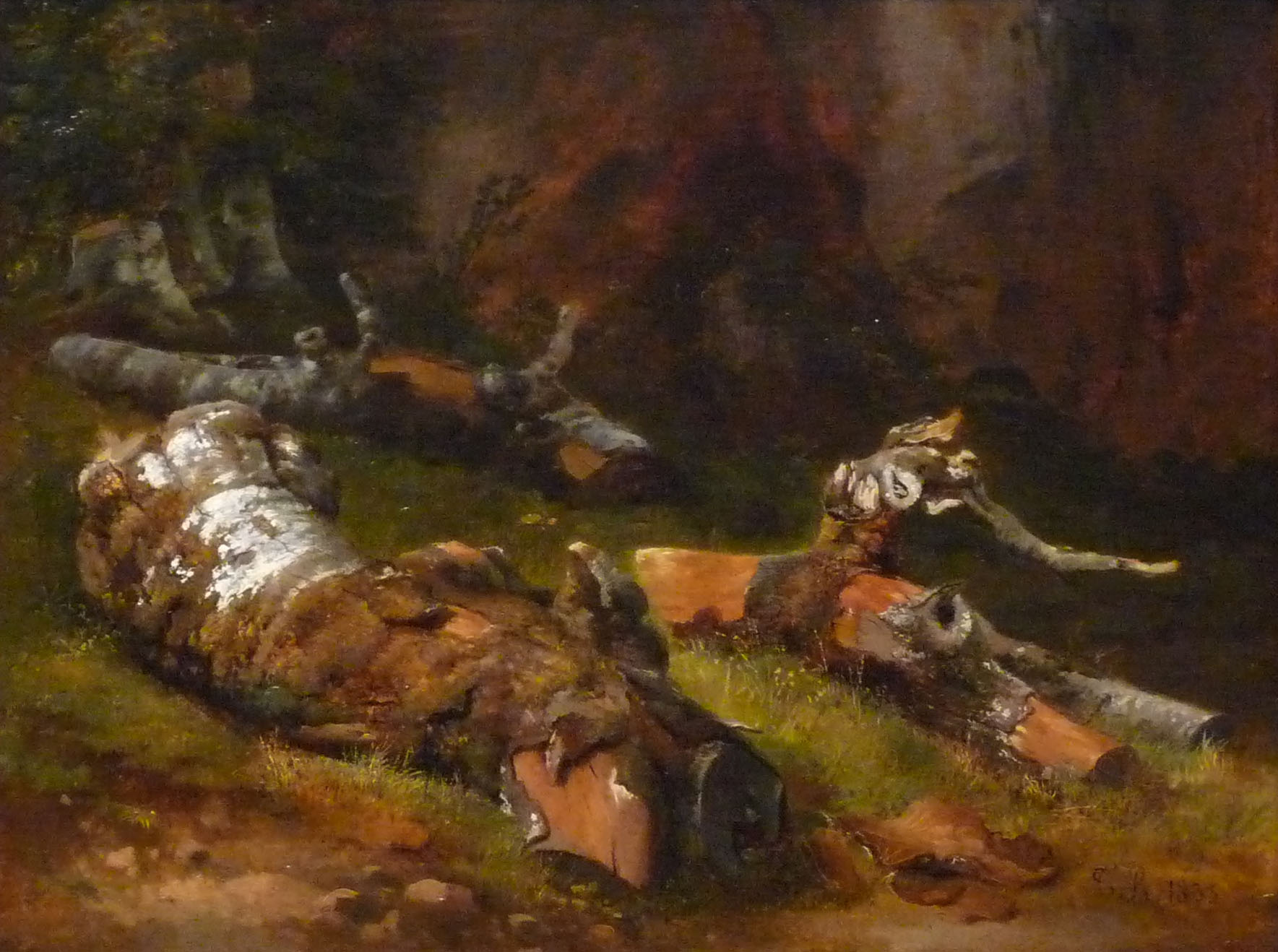
Étude de troncs d'arbres (1833), musée des Beaux-Arts de Strasbourg.
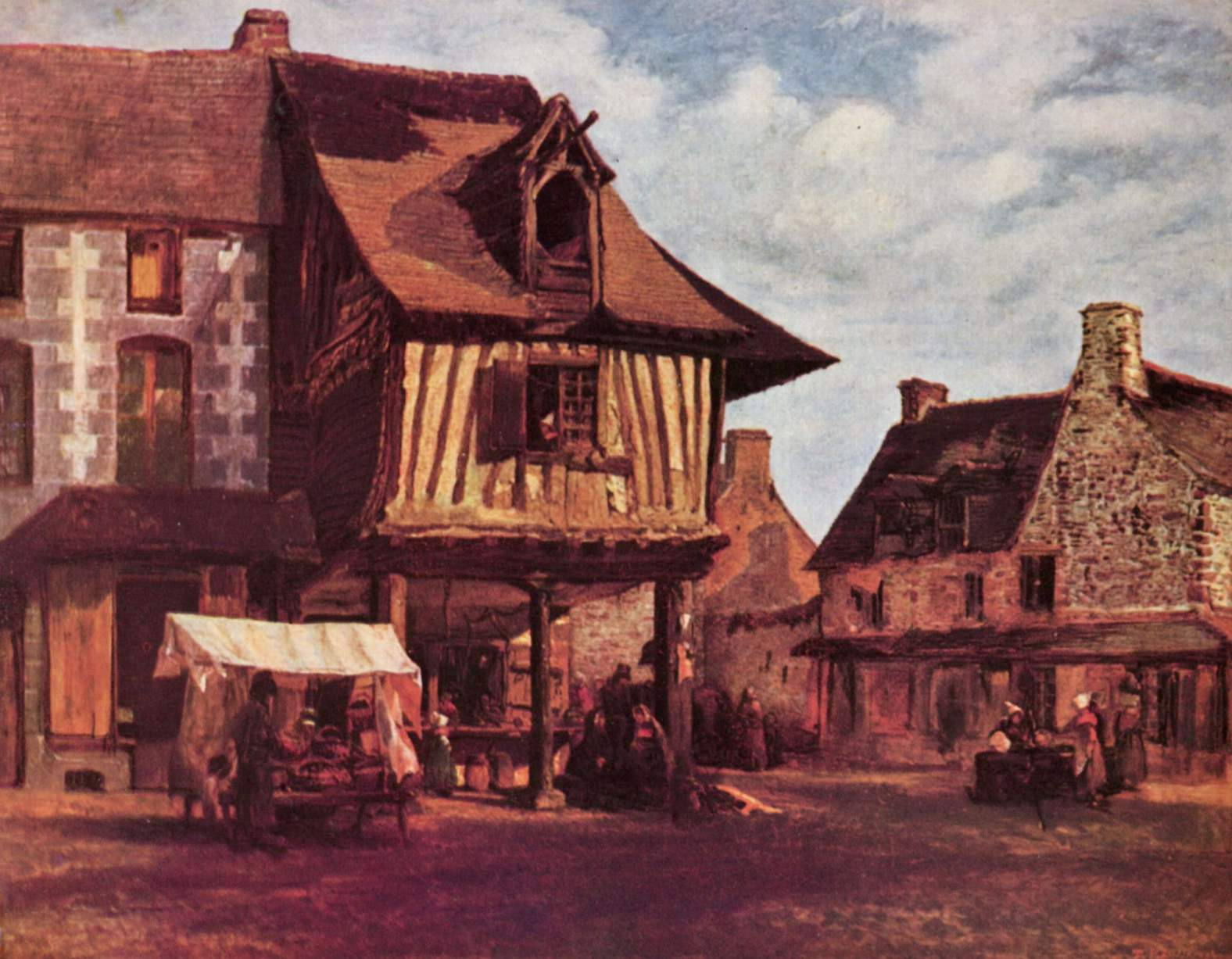
Marché en Normandie (1845-1848), Saint-Pétersbourg, musée de l'Ermitage.
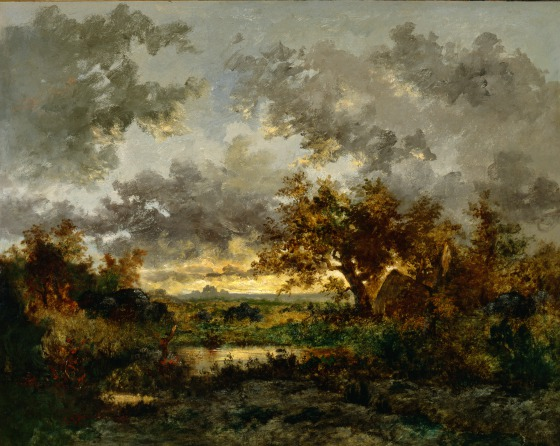
La Hutte du charbonnier (vers 1850), musée d'Art de Dallas.
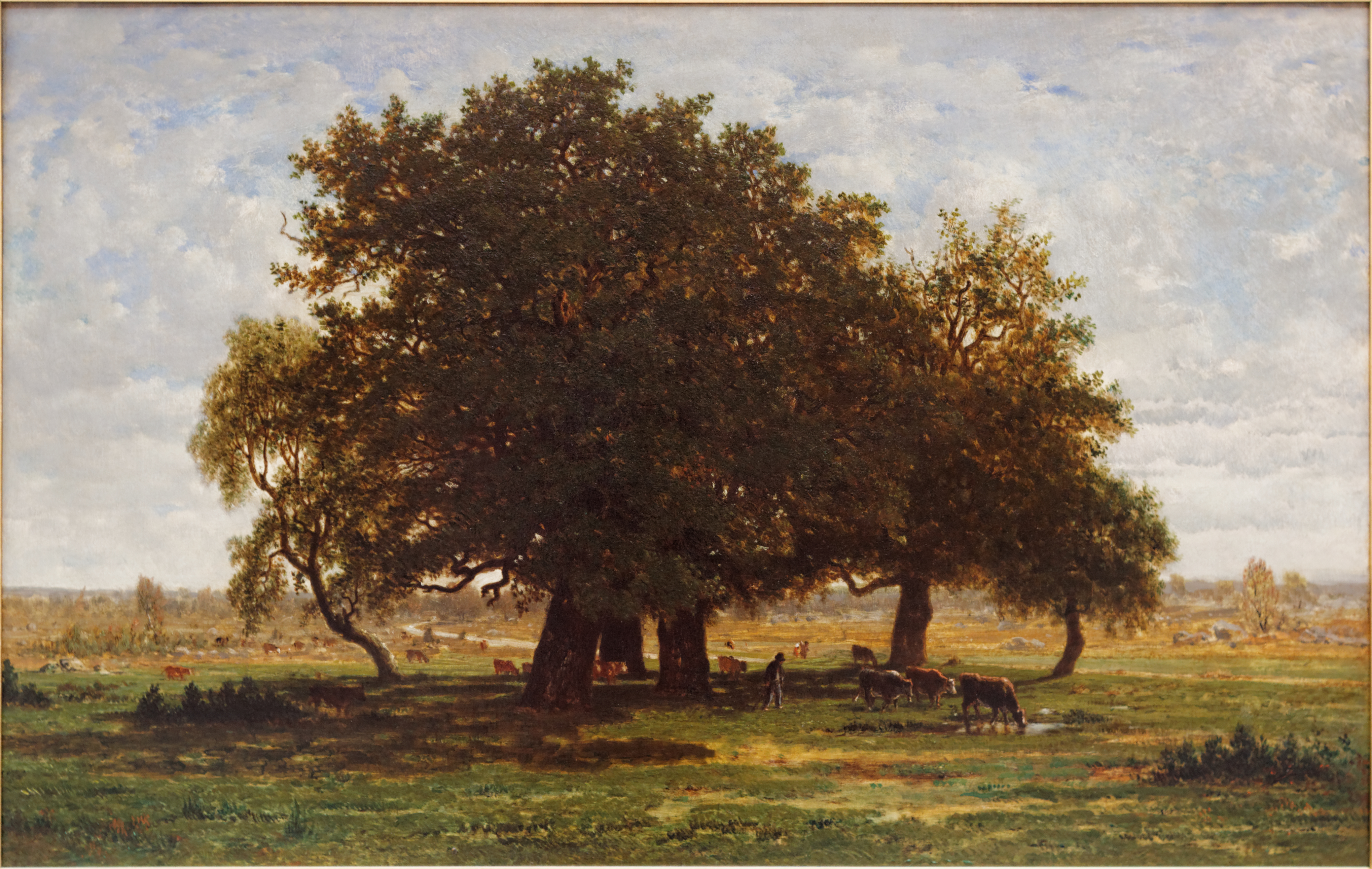
Les chênes d'Apremont (1850-1852), Paris, musée du Louvre.
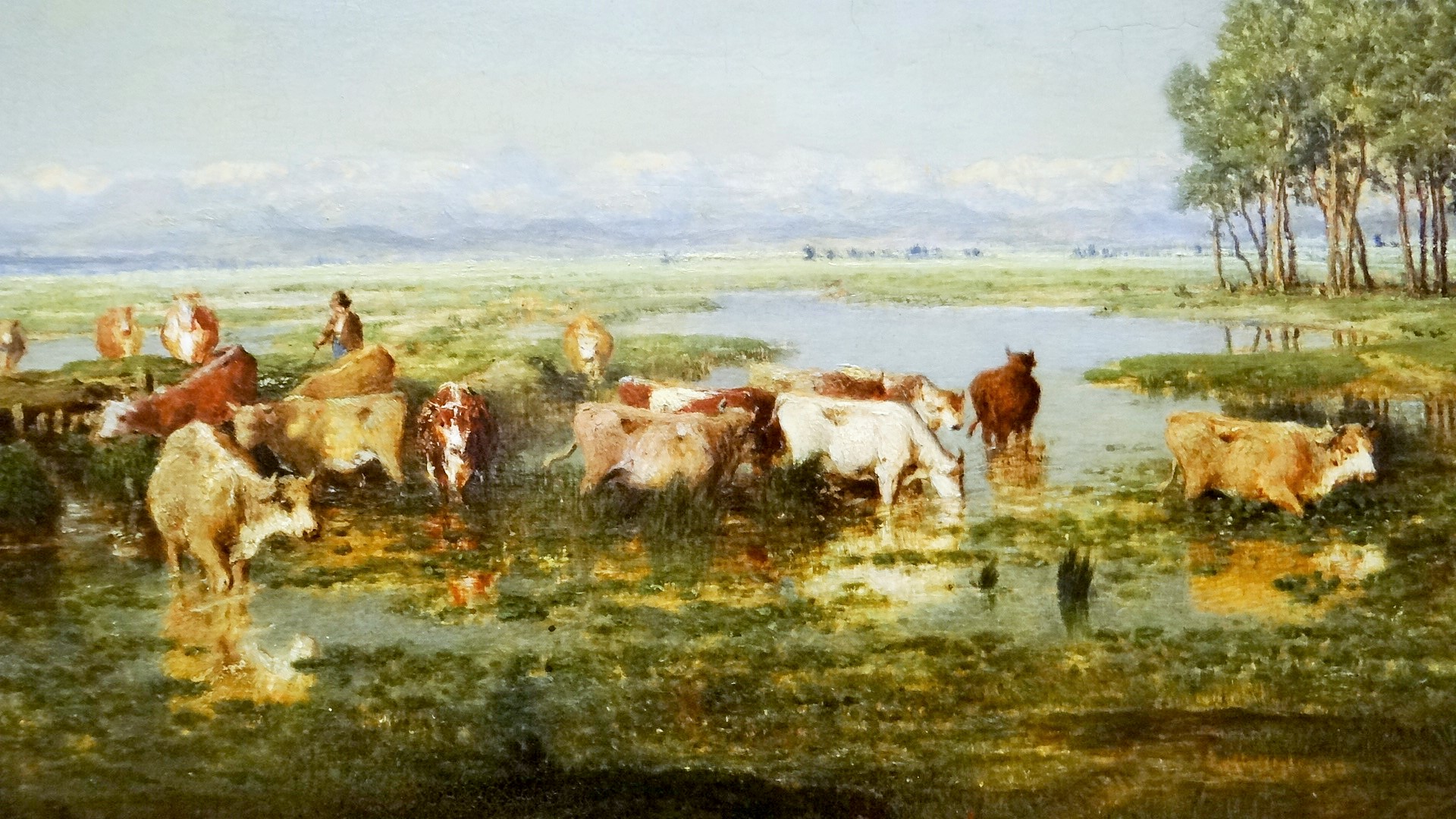
Un marais dans les Landes (1852), Paris, musée du Louvre.
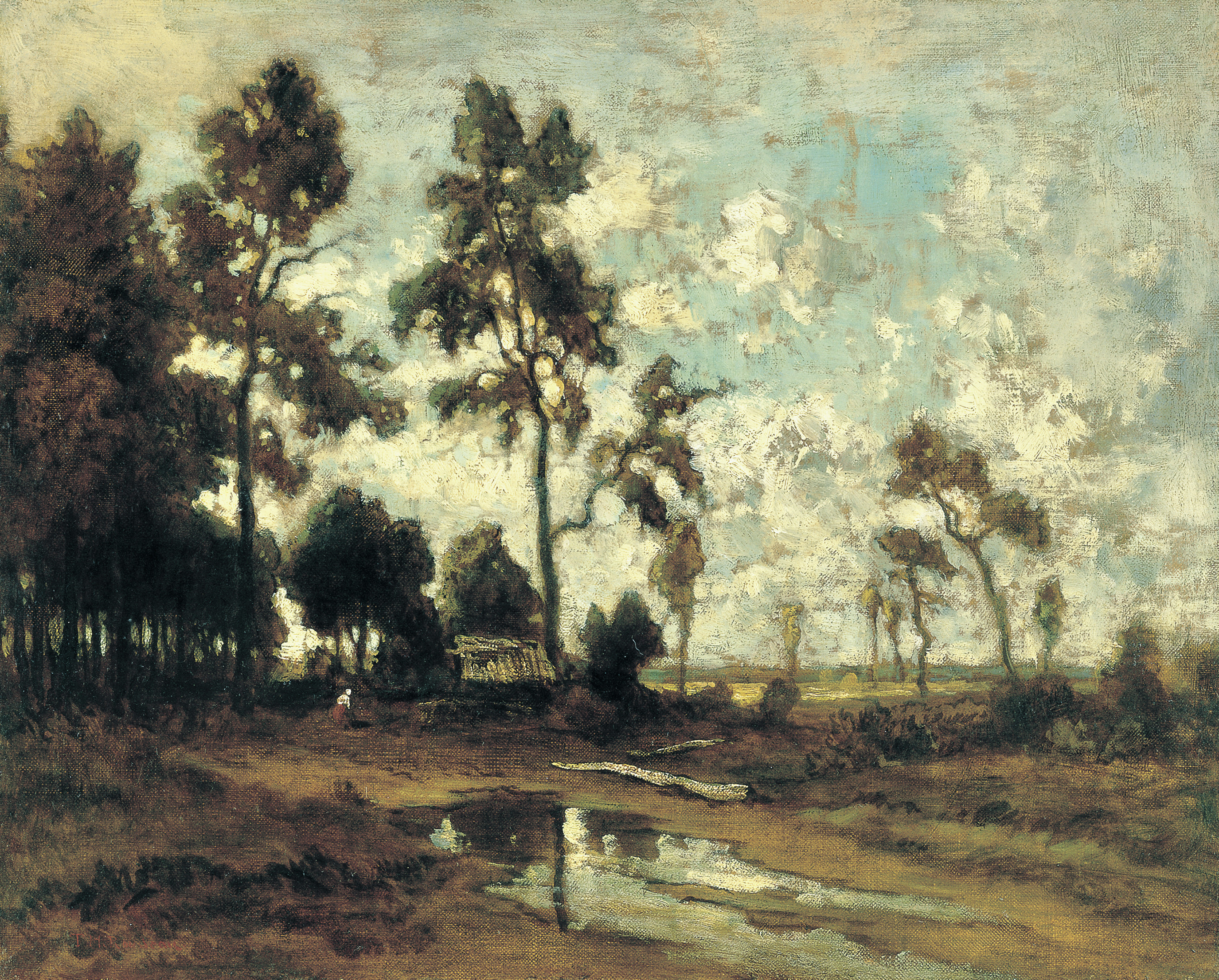
La Cabane du charbon de bois dans la forêt de Fontainebleau (vers 1855), Madrid, musée Thyssen-Bornemisza.
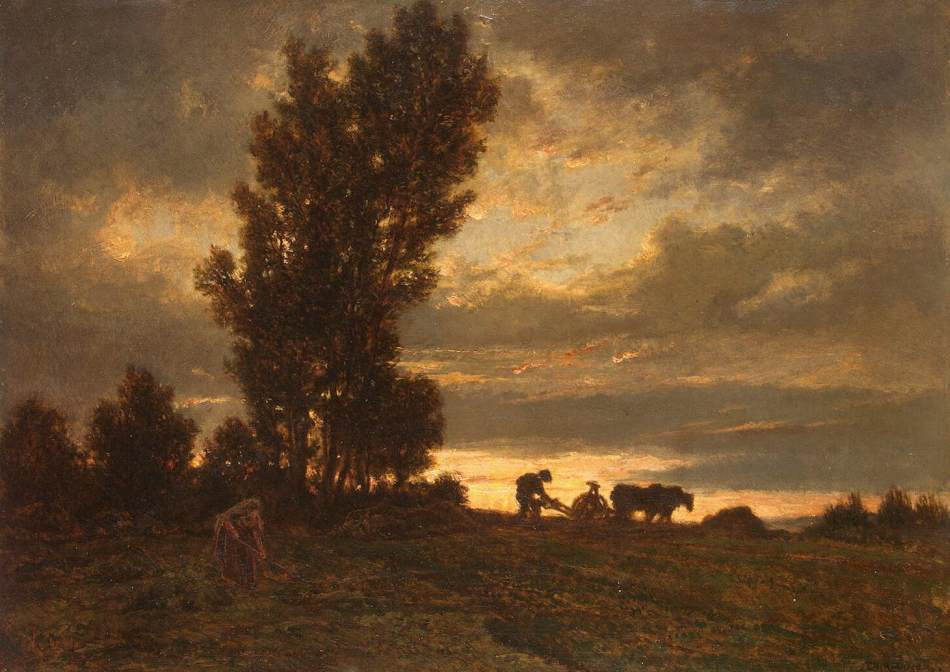
Paysage avec un laboureur (1860-1862), Saint-Pétersbourg, musée de l'Ermitage.
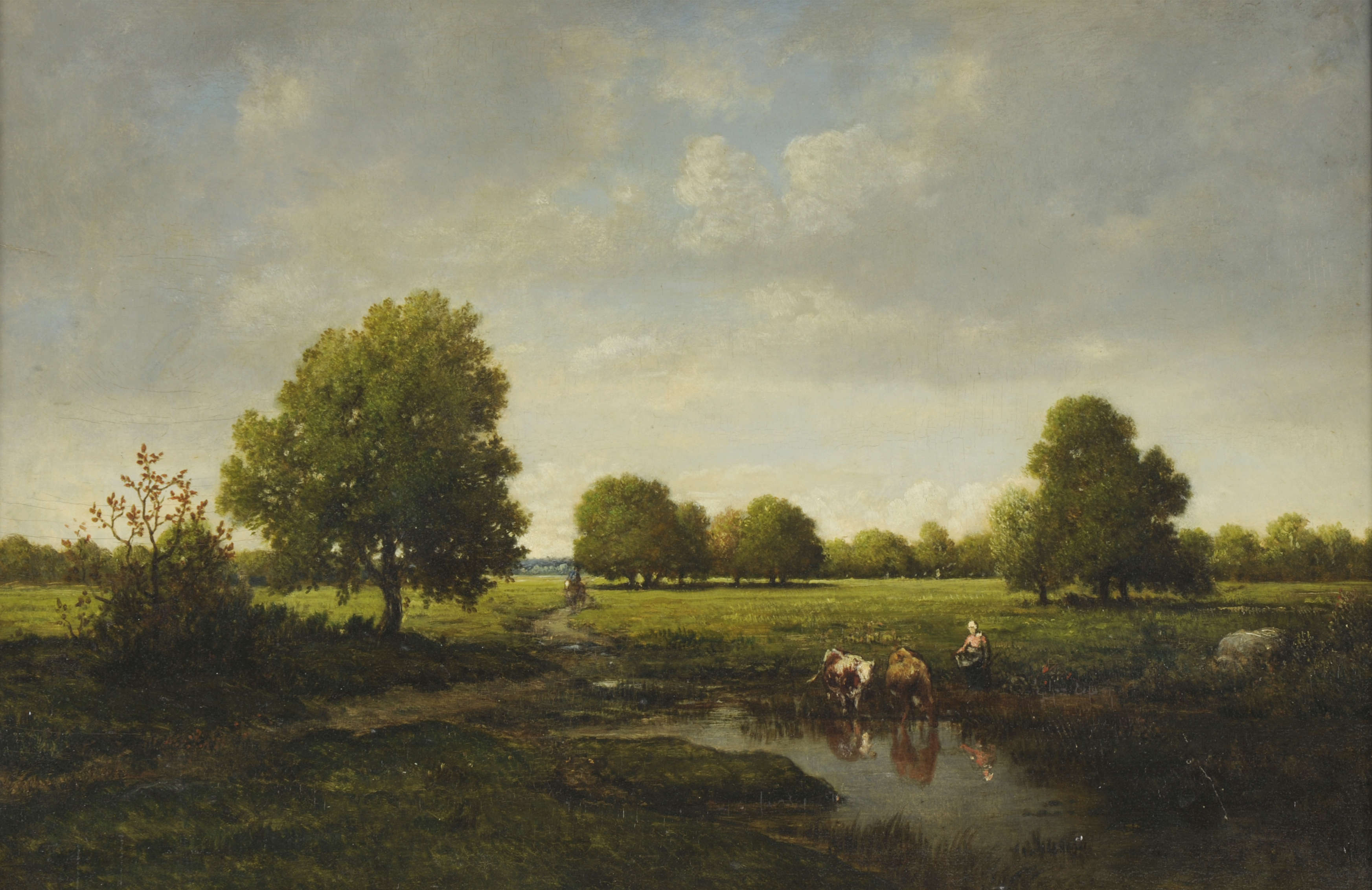
L'Abreuvoir, Musée des Beaux-Arts de Reims

## Iconographie et postérité

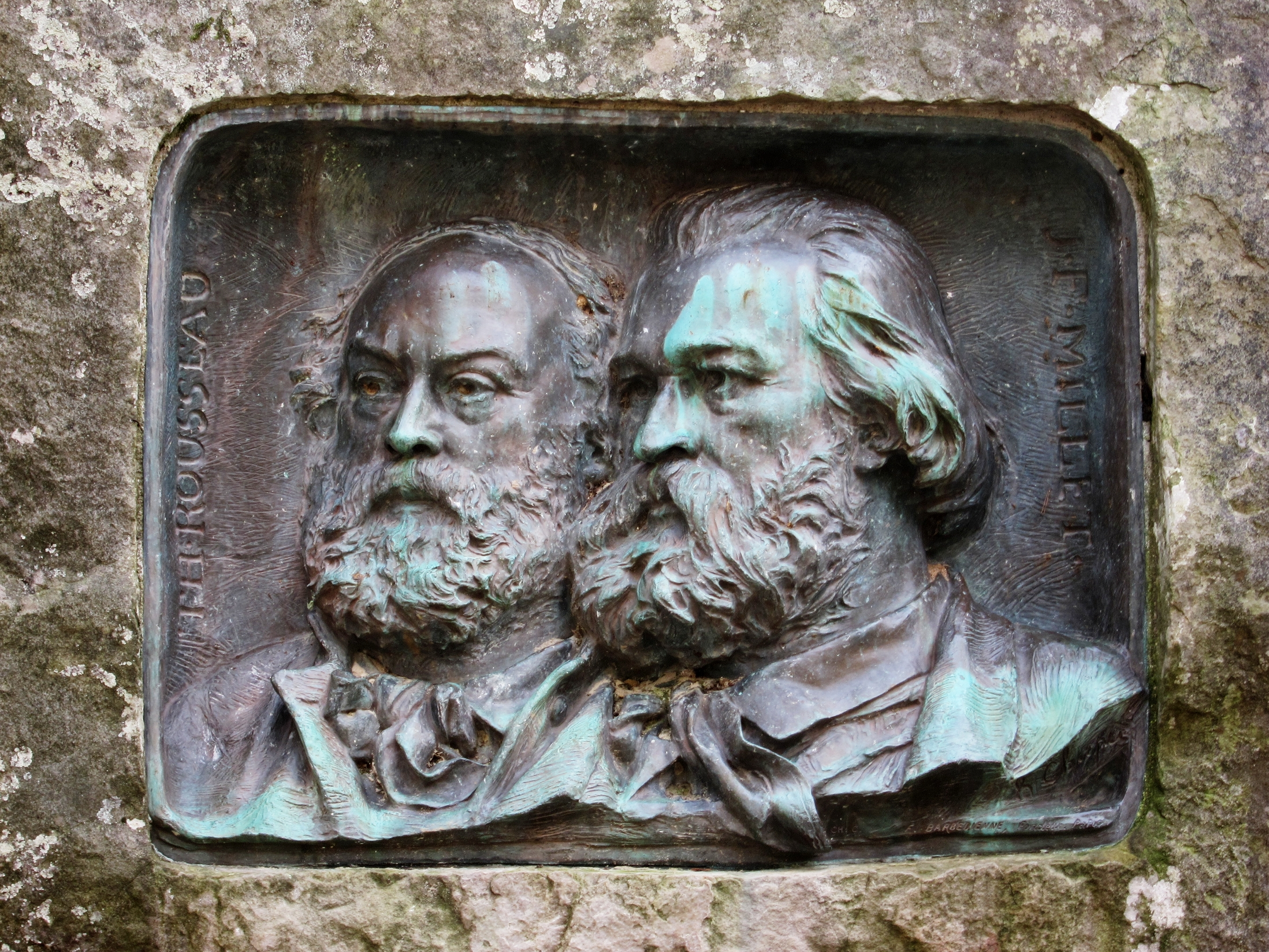
Henri Chapu, Théodore Rousseau et Jean-François Millet (1884), bas-relief en bronze, Barbizon, forêt de Fontainebleau.

- Henri Chapu, Théodore Rousseau et Jean-François Millet, 1884, bas-relief en bronze ornant un rocher de la forêt de Fontainebleau à Barbizon (fonte Barbedienne).
- Louis Henri Levasseur (1853-1934), Théodore Rousseau , buste en pierre, Paris, jardin du Luxembourg, façade de l'Orangerie.

Aujourd'hui annexe du musée départemental de l'École de Barbizon (plaque), la grange transformée en chapelle dont le clocher fut dessiné par Charles Millet, le fils du célèbre peintre, et le jardin transformé en place publique avec la statue du Gaulois du monument aux morts par le sculpteur Ernest Auguste Révillon (1854-1937).

## Expositions
- Du 23 février au 28 avril 2013 : Théodore Rousseau, le renouveau de la peinture de paysage, musée d'Art et d'Histoire de Meudon.
- Du 13 novembre au 22 novembre 2013 : Regards sur la nature, une collection privée, galerie Art Fine, Mary de Cambiaire, place Vendôme, Paris.
- Du 5 mars au 7 Juillet 2024 : Théodore Rousseau, La Voix de la forêt, Petit Palais, Paris.